# Tobias Tandler
Tobias Tandler, auch: Tendeler, Tendier, Tandeler; (* 24. Juli 1571 in Dresden (oder Torgau); † 3. August 1617 in Wittenberg) war ein deutscher Mediziner und Mathematiker.

## Leben
Den Sohn des Baumeisters Christoph Tandler hatte man am 24. Dezember 1583 in die Fürstenschule St. Augustin in Grimma aufgenommen. Die Schule avancierte unter ihrem ersten Rektor Adam Siber zur Schmiede des sächsischen Pfarrer- und Beamtennachwuchses. In einem straff organisierten Tagesablauf wurde den Schülern vor allem Wissen in Religion und alten Sprachen beigebracht. Hier erwarb sich Tandler eine gediegene Bildung, Einsichten und Erfahrungen, die Charakter und Lebensart herausbildeten und nachhaltig prägten. Bereits früh war für ihn ein akademischer Werdegang vorgesehen. Unter jenem Eindruck ist seine Immatrikulation an der Universität Wittenberg am 1. September 1584 zu betrachten.
Nachdem er das Gymnasium am 12. Mai 1589 verlassen hatte, begab er sich zum Beginn seines Studiums nach Wittenberg. Mit der Unterstützung eines kurfürstlichen Stipendiums absolvierte er zunächst ein Grundlagenstudium an der philosophischen Fakultät. Lehrer wie Paulus Oleander, Kaspar Straub, Peter Otto († 1594) und Andreas Schato (1539–1603) dürften hier keine unwesentlichen Eindrücke hinterlassen haben. Nachdem er eine kurze Zeit 1599 an der Universität Helmstedt seine Studien fortgesetzt hatte, kehrte er nach Wittenberg zurück und erwarb sich am 25. September 1599 den höchsten akademischen Grad der Philosophie, einen Magister der Weltweisheit, auch der sieben freien Künste genannt.
Seine naturwissenschaftlichen Neigungen ließen ihn zu Medizin überwechseln. Am 3. Oktober 1600 erlangte er unter Schato mit der Dissertation De apoplexia, den Grad eines Lizentiaten der Medizin und am 14. Oktober 1600 promovierte er mit der Oratio de contagione zum Doktor der Medizin. Mehrere Male hatte er sich Tandler bei Neubesetzungen der medizinischen Lehrstühle 1602 und 1603 in Erinnerung gebracht. Dennoch waren seine Bewerbungen vom kurfürstlichen Hause verworfen worden. Um den Unterhalt seiner seit 1600 bestehenden Familie zu sichern, habilitierte er sich daher am 30. April 1605 an die philosophische Fakultät, wurde am 1. Mai 1605 Adjunkt und übernahm am 10. Oktober desselben Jahres die Professur der niederen Mathematik. Obwohl er seit dem 7. April 1606 als Examinator an der philosophischen Fakultät aktiv war, war dieses Amt von vornherein für ihn nur eine Übergangsstation.
Denn am 4. März 1607 fand er Aufnahme in die medizinische Fakultät der Hochschule, wurde Professor für Anatomie und Botanik und übernahm 1616 die zweite medizinische Professur. In seiner akademischen Zeit an der Wittenberger Hochschule erfüllte er auch organisatorische Aufgaben. So war er in den Wintersemestern 1607 und 1613 Rektor der Wittenberger Akademie. Tandler erkrankte an der Wassersucht, bekam damit verbunden Fieber und verstarb. Sein Leichnam wurde am 6. August 1617 in Wittenberg beigesetzt. Tandler hat sich in vielen naturwissenschaftlichen Bereichen wie der Metrologie und der Geburtshilfe einen Namen in der Geschichte erworben. Genealogisch wäre anzumerken, dass er sich am 19. Oktober 1600 in Wittenberg mit Sybilla Strauch, der Witwe des Hieronymus Nymmann und Tochter des Wittenberger Bürgers Aegidius Strauch vermählt hatte. Aus dieser Ehe ist die Tochter Barbara Tandler (* 3. August 1601 in Wittenberg; † 12. März 1618 in Wittenberg) bekannt.

## Werkauswahl
- (Als Respondent) De natura et curatione tussis. Meisner, Wittenberg 1595.
- Disp. III ex Aphorismis Hippocratis de praeparatione, Wittenberg 1599
- Disp. IX ex Aphorismis Hippocratis, Wittenberg 1600
- De apoplexia, Wittenberg 1600
- Disp. I—XII (De anima et corpore humano), Wittenberg 1601
- Disp. physica medica de noctisurgio (resp. Horst), Wittenberg 1602, 1613
- Disp. physicarum I—IX, Wittenberg 1604
- Dissertationes physicarum enneados tertiae, Wittenberg 1605/06
- Dissertationum meteorologicarum I—IX, Wittenberg 1606/07
- De melancholia (resp. Schmilauer und Anomäus), Wittenberg 1608, 1613
- De fascinationibus, Wittenberg 1613
- Oratio de spectris, quae vigilantibus obveniunt [Prom. Schmilauer], Wittenberg 1608
- Anatomes cultorum recensus et ad eadem invitatus, Wittenberg 1609
- Democriti de natura hominis Epitome ad Hippocratem Coum, Wittenberg 1609
- Diaskepseon cheirourgikon dekas (resp. Assverus Schmitner), Wittenberg 1610
- De ischiade (resp. Samuel Hafenreffer), Wittenberg 1612
- Dissertationes physiso medicae, Wittenberg 1613, 1629
- Diaskepseon meteorologicon (IX Dispp.),Wittenberg 1613
- De calculo renum et vesicae (resp. Valentin Emericus), Wittenberg 1613
- De matricis praefocatione (resp. Krös, B. Hettenbach, Cademann), Wittenberg 1614
- De anorexia ventriculi (resp. Franz Joel), Wittenberg 1615
- De humoribus humani corporis (resp. Anton Kindler), Wittenberg 1616
- De terra et ejus differentiis (resp. Wolfgang Sigismund Espich), Wittenberg 1617